# Manat turcman
El manat turcman (en turcman türkmen manat o, simplement, manat, escrit түркмен манат o манат en l'antiga escriptura ciríl·lica del turcman) és la moneda del Turkmenistan des de l'1 de novembre del 1993, en què va substituir el ruble soviètic a raó de 500 rubles per manat. El codi ISO 4217 fou TMM fins a la revaluació del 2009, en què canvià a TMT. El mot manat prové del rus "монета" (moneda), que es pronuncia maneta. Se subdivideix en 100 teňňesi (o теңңеси).
Al final del 2008, el manat turcman (TMM) era una de les unitats monetàries de valor més baix del món, a causa de la inflació que havia experimentat. Així, l'1 de gener del 2009 entrà en vigor el nou manat (TMT), a raó de 5.000 dels antics per un de nou.

## Monedes i bitllets

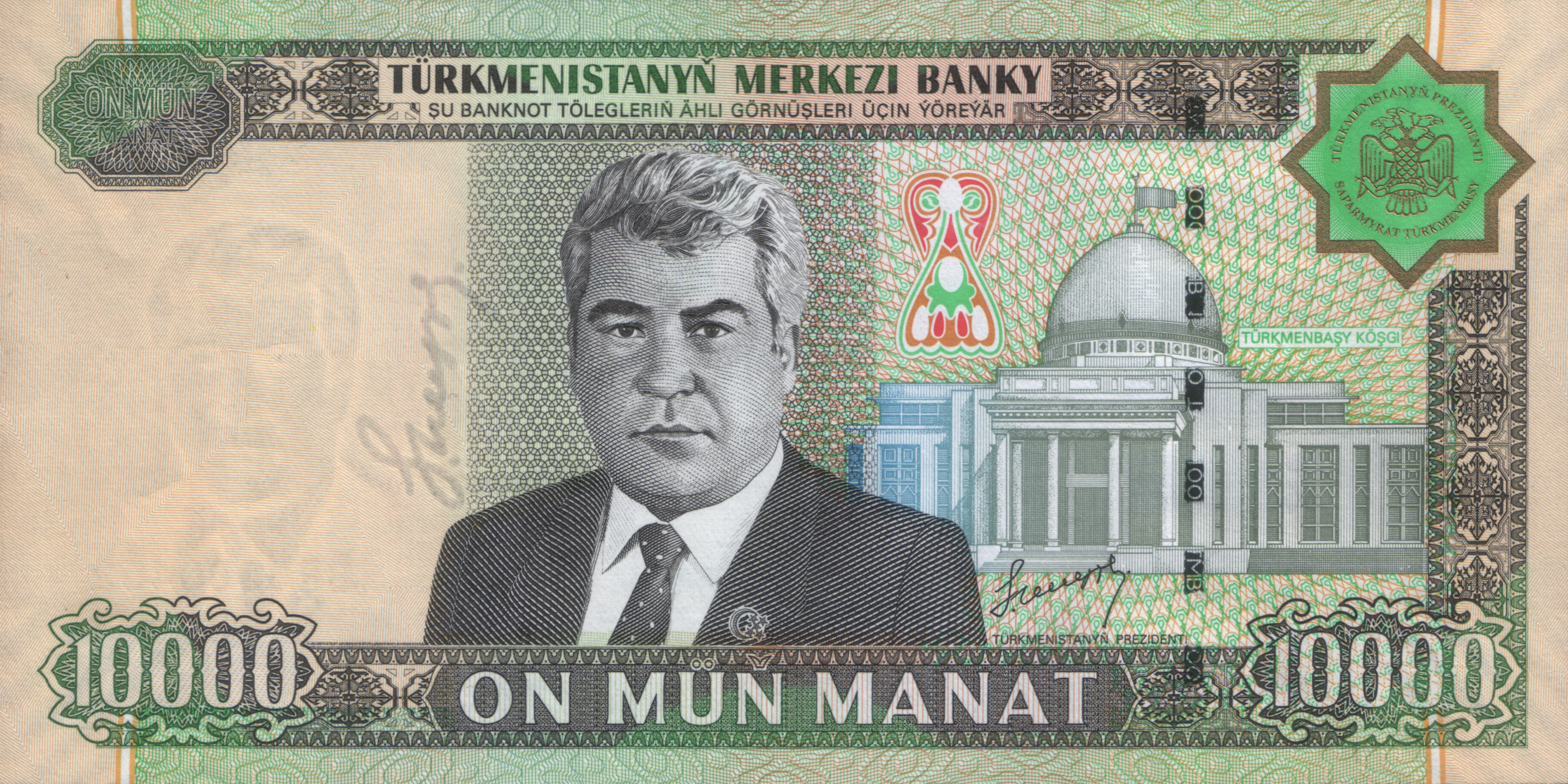
Bitllet de 10.000 manat del 2005

És emès pel Banc Central del Turkmenistan (Türkmenistanyň Merkezi Banky / Түркменистаның Меркези Банкы).
Abans de la revaluació, en circulaven bitllets d'1, 5, 10, 20, 50, 100, 500, 1.000, 5.000 i 10.000 manat, i monedes de 500 i 1.000 manat. Les antigues monedes fraccionàries de 1993 ja havien caigut en desús feia temps.
Del nou manat en circulen bitllets d'1, 5, 10, 20, 50, 100 i 500 manat, i monedes d'1, 2, 5, 10, 20 i 50 teňňesi.

## Taxes de canvi
- 1 EUR = 4,1313 TMT (8 d'octubre del 2020)
- 1 USD = 3,5100 TMT (8 d'octubre del 2020)

Les taxes de canvi oficials i les del mercat negre són diferents fins a un 21%. Això provoca que poques institucions acceptin la taxa de canvi oficial. Algunes aerolínies estrangeres accepten la taxa de canvi oficial només si es posseeix passaport turcman i el canvi es realitza dins del territori nacional.